# Die Sieben Schwaben

Deckblatt der „Geschichte von den Sieben Schwaben“, Kupferstich (1856)

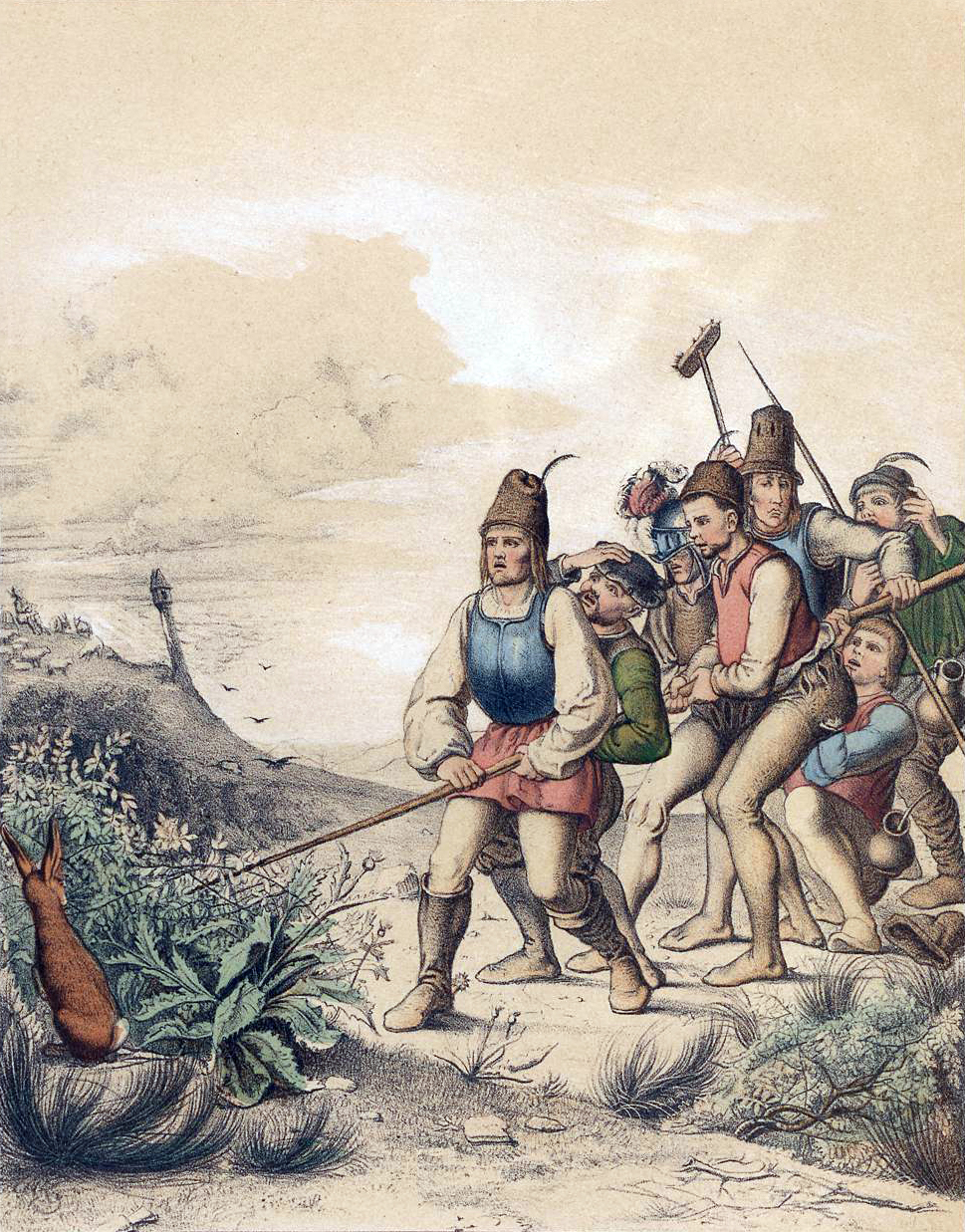
„Schlachtordnung“ der Schwaben

Die Sieben Schwaben sind ein Schwank, in dem es um die Abenteuer von sieben als tölpelhaft dargestellten Schwaben geht. Höhepunkt ist der Kampf mit einem Untier, das sich als Hase herausstellt (internationaler Erzähltyp AaTh oder ATU 1231). In den Kinder- und Hausmärchen der Brüder Grimm steht der Dummenschwank ab der 2. Auflage von 1819 an Stelle 119 (KHM 119; ATU 1321C, 1231, 1297*) nach einer Version aus Hans Wilhelm Kirchhofs Wendunmuth (Von neun Schwaben ein histori) und einem später durch Johannes Bolte veröffentlichten Blatt (Zwei Flugblätter von den sieben Schwaben in Zeitschrift des Vereins für Volkskunde 4, 1894). Besonders bekannt wurden die Abenteuer der sieben Schwaben wohl durch Ludwig Aurbachers Volksbüchlein (ab 1827). Die sieben Protagonisten stehen dabei stellvertretend für sieben Charaktertypen: Seehas, Allgäuer, Nestelschwab, Blitzschwab, Spiegelschwab, Gelbfüßer, Knöpflesschwab. In Ludwig Bechsteins Deutsches Märchenbuch steht Das Märchen von den sieben Schwaben ab 1845 als Nr. 3, ab 1853 Nr. 2 (ATU 1321C, 1290, 1231). Zudem ist es auch im estnischen Sprachraum bekannt.

## Handlung in KirchhofsWendunmuth(ab 1563) und Grimms Märchen (ab 1819)

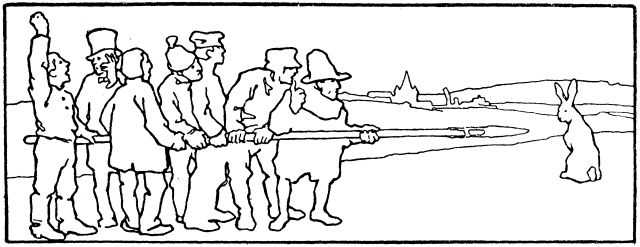
Illustration von Otto Ubbelohde, 1909

Sieben Schwaben suchen mit einem langen Spieß das Abenteuer. Unterwegs brummt (im Heumonat) in der Dämmerung ein Insekt, da wähnt der Vorderste, Herr Schulz, eine Kriegstrommel. Er flieht über einen Zaun, tritt auf einen Rechen, wobei ihn der Stiel im Gesicht trifft, und ergibt sich, die anderen auch.
Auf einem Brachfeld in der Sonne schläft ein Hase. Sie beratschlagen, was zu tun sei und gehen zu siebt mit dem Spieß auf den vermeintlichen Drachen los, bis Herr Schulz vor Angst so laut redet, dass der Hase wegläuft.
An der Mosel rufen sie übers Wasser, wie man hinüber käme und werden nicht verstanden. Herr Schulz missdeutet die Antwort „wat? wat!“, watet hinein und versinkt. Sein Hut schwimmt hinüber, ein Frosch quakt „wat, wat, wat“, da kommen die anderen nach und ertrinken auch.

## Sprache

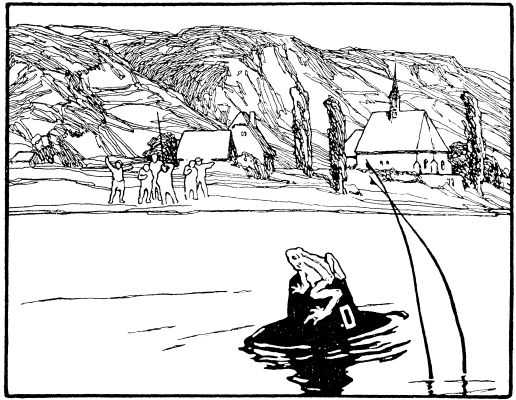
Illustration von Otto Ubbelohde, 1909

Dialoge ziehen besonders den Drachenkampf ins Lächerliche. Die sieben Schwaben, genannt „der Herr Schulz“, „der Jackli“, „der Marli“, „der Jergli“, „der Michal“, „der Hans“ und „der Veitli“, fürchten, der Hase fräße sie „mit Haut und Haar“ (vgl. KHM 5, 23, 134) und sprechen sich Mut zu. „Da nahm sich der Herr Schulz ein Herz“ (vgl. KHM 60, 86, 127, 133) „und sprach gravitätisch
«so zieht denn herzhaft in den Streit,
hieran erkennt man tapfre Leut.»“
Die Sentenz „frisch gewagt ist halb gewonnen“ (vgl. KHM 114) kannten die Brüder Grimm aus dem Churmainzer Kriegslied in Des Knaben Wunderhorn und Hebels Schatzkästlein, Jacob Grimm führt sie in Deutsche Grammatik als Beispiel für Partizip Präteritum „in formeln und sprüchen“. Den Sprachwitz mit dem Froschquaken gab es schon in KHM 7 Der gute Handel, das ins Wasser springen in KHM 61 Das Bürle.

## Herkunft

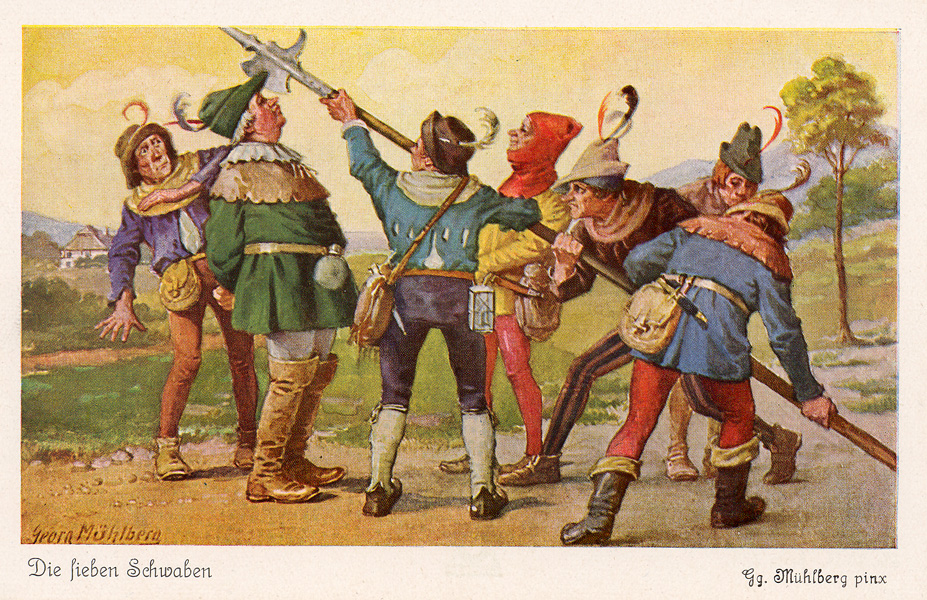
Postkarte von Georg Mühlberg

Grimms Anmerkung nennt als Quelle Kirchhofs Wendunmuth „1, St. 274“, ferner einen „Meistergesang“ und ein fliegendes Blatt „aus Nürnberg bei Fr. Campe“. Sie zitieren noch eine „Geschichte mit dem Hasen“ in Eyerings „Sprichwörtern 2, 227“ und andere Stellen. Ihre Bearbeitung hält sich deutlich an Kirchhofs Text, ihn sprachlich modernisierend. Dass der Vorderste vor Schreck „einen heimlichen streichen ließ“, milderten sie sprachlich ab, dass sein „hurlehau besser dann tausend gotthelf ist“, entfiel. Den gereimten Jagddialog übernahmen sie aus besagtem „fliegenden Blatt“, es erschien 1894 nach Johannes Bolte in Zeitschrift des Vereins für Volkskunde 4 (Zwei Flugblätter von den sieben Schwaben). Ortsnamen entfielen wohl aus Textgattungsgründen, bis auf die Mosel, „ein mosiges, stilles und tiefes Wasser“. Kirchhof begründet eingangs den Auszug der neun Schwaben als Wallfahrt zum Heiligen Rock in Trier und nach Aachen. Er endet beschwichtigend: „Es sein d‘Schwaben hierdurch nit gschmecht … “ Hans Sachs’ Meisterlied Nr. 231 Die neun Schwaben von 1545 erschien in Arnims Des Knaben Wunderhorn als Nr. 445 Die schwäbische Tafelrunde und erzählt das zweite Abenteuer statt mit Hase mit einem Frosch, wird in Grimms Bearbeitung aber nicht sichtbar. Hans-Jörg Uther zufolge kannte Kirchhof offenbar dieses oder Der Schwab mit dem Rechen, ebenso 1545, Nr. 179. Die späteren Auflagen bei Grimm scheinen sich nicht zu unterscheiden. Sie übernahmen dann von Kirchhof noch einen ähnlichen Streich in KHM 174 Die Eule.
Vgl. ferner Grimms KHM 70 Die drei Glückskinder oder das Lied Ein Jäger längs dem Weiher ging.
Eine estnische Version des Märchens wurde in Friedrich Reinhold Kreutzwalds Estnische Märchen (Zweite Hälfte, Dorpat 1881, Nr. 13) veröffentlicht und erhielt im Deutschen den Titel Wie sieben Schneider in den Türkenkrieg zogen.

## Aurbacher

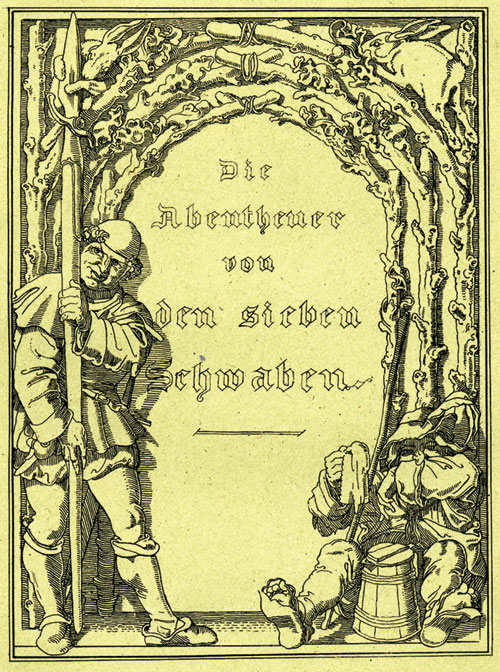
Titelbild Die Abentheuer von den sieben Schwaben

In Ludwig Aurbachers Volksbüchlein (ab 1827) sind die Abenteuer der sieben Schwaben deutlich länger.

## Bechstein
Ludwig Bechsteins Märchen von den sieben Schwaben ist länger als Grimms Text. Es beruht neben Grimms Fassung auf Ludwig Aurbachers Volksbüchlein in der 2. Auflage von 1835.

## Stoffgeschichte

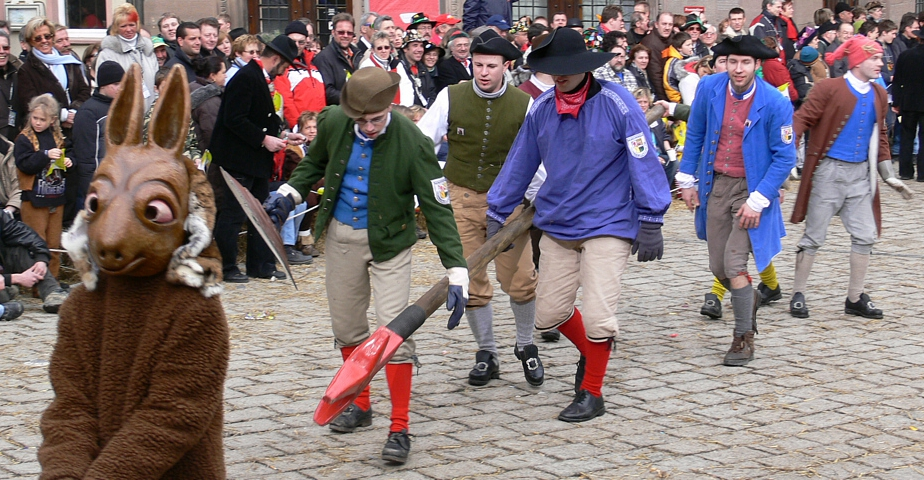
Darstellung der Sieben Schwaben durch die Trommgesellenzunft Munderkingen, Fastnacht 2006

2007 vermutete der Historiker Klaus Graf in der Enzyklopädie des Märchens, dass einer Erwähnung der Feigheit der Schwaben, die wie Hasen seien, in einem lateinischen Siegeslied zur Schlacht von Giengen an der Brenz (1462) eine Anspielung auf den Stoff der Sieben Schwaben zugrunde liegt. Demnach könnte der Ursprung der Geschichte in landsmannschaftlichem Spott an der Stammesgrenze Bayern-Schwaben zu suchen sein.
Die älteste vollständige Version bietet 1545 ein Meisterlied von Hans Sachs (1494–1576) – allerdings mit den Neun Schwaben. Eine der von Johannes Agricola († 1566) gesammelten Redensarten lautet: Der fürchtet sich für ihm selbs. Hierzu schrieb Eucharius Eyring († 1597) eine gereimte Erklärung, in der die Sieben Schwaben auftreten (erschienen in den drei Bänden der Proverbiorum Copia, Eisleben 1601–1604):

„Im Mertzn reisten eins siben Man,

Die nur ein Schweinsspieß theten han,

In welcher Zeit die Hasen blind

Uber das Feld lauffen geschwind,

Von Schwaben Ragen Ohrlin genant.

Als diese zogen uber Land,

Lieff in ein Hase ohngesehr

Uber das quere Feld doher,

Die solchs für gspenst zu halten pflegen,

Wann eim ein Has erst thut begegnen

Gar bald sprach, der den Spieß thet han,

Da trettet all an Schafft hinan,

Reckten den Spieß dem Hasen dar,

Forchten, er würd sie fressen gar.

Und als sie stunden an dem Spieß,

Der hinter was kün, sich verließ,

Er müst die sechs vor alle fressen,

Ehe dann er im auch gleich thet messen,

Und sprach den Hasen tapffer an,

Gangk ran, Ragen Ohrlin, gangk ran,

Welchs den fordren verdriessen thett,

Der sich rumb wand und zu im red,

Ja stündestu he forn als ech,

Du würdest nichten also sprech,
Gangk ran, Ragen Ohrlin, gangk ran.

Ich must gleichwol zum ersten dran,

Und wann er mich dann brecht umbs leben,

So würd ir all die flucht thun geben.

Und bey mir stehn, wann ich bezwungen,

Gleich wie der Has bey seinen jungen,

Vor dem wir uns doch hie mit spot

Allesampt forchten wolln zu todt.“

Der frühneuzeitliche Spott über die Schwaben griff die in gedruckten Schwankbüchern verbreitete Geschichte gern auf. Diese steht ganz offensichtlich – vermutlich sogar bewusst – im Gegensatz zu dem im Mittelalter weit verbreiteten Bild der Schwaben als tapfere und mutige Krieger. Diese hatten in den Reichskriegen das sogenannte  Vorstreitrecht, standen also in der vordersten Kampfreihe und trugen die Reichssturmfahne, die später von den Grafen von Württemberg übernommen wurde. Unter den Stauferherrschern (selbst ursprünglich aus Schwaben stammend) waren die schwäbischen Ritter sehr gefürchtet. Auch in den italienischen Städtekriegen des 14. Jahrhunderts gab es sehr viele Ritter und bekannte Heerführer (Condottiere) aus Schwaben.
Illustrierte Flugblätter des 17. Jahrhunderts zitierten den schwäbischen Dialekt. Eine eigene Dialektdichtung widmete Sebastian Sailer dem Thema, Vorläufer einer ganzen Reihe volkstümlicher Theaterstücke über den Stoff.
Besonders populär wurden die Sieben Schwaben durch das vielfach nachgedruckte Volksbüchlein von Ludwig Aurbacher, in der literarische Schwankstoffe der frühen Neuzeit zu einer Episodenreihe verarbeitet wurden. Einige Episoden sind von Aurbacher mit regionalem Bezug zu seiner Heimat versehen worden, von ihm erhalten die Sieben Schwaben im 2. Band des Volksbüchleins von 1829 auch ihre Namen (die Namen sind an seinem Geburtshaus verewigt):
Auch wenn einige von ihnen eine landsmannschaftliche Zuordnung erfahren, stehen sie dabei eher stellvertretend für die Eigenschaften, die man den Bewohnern der jeweiligen Region zuschreibt.

## Angelehnte Literatur

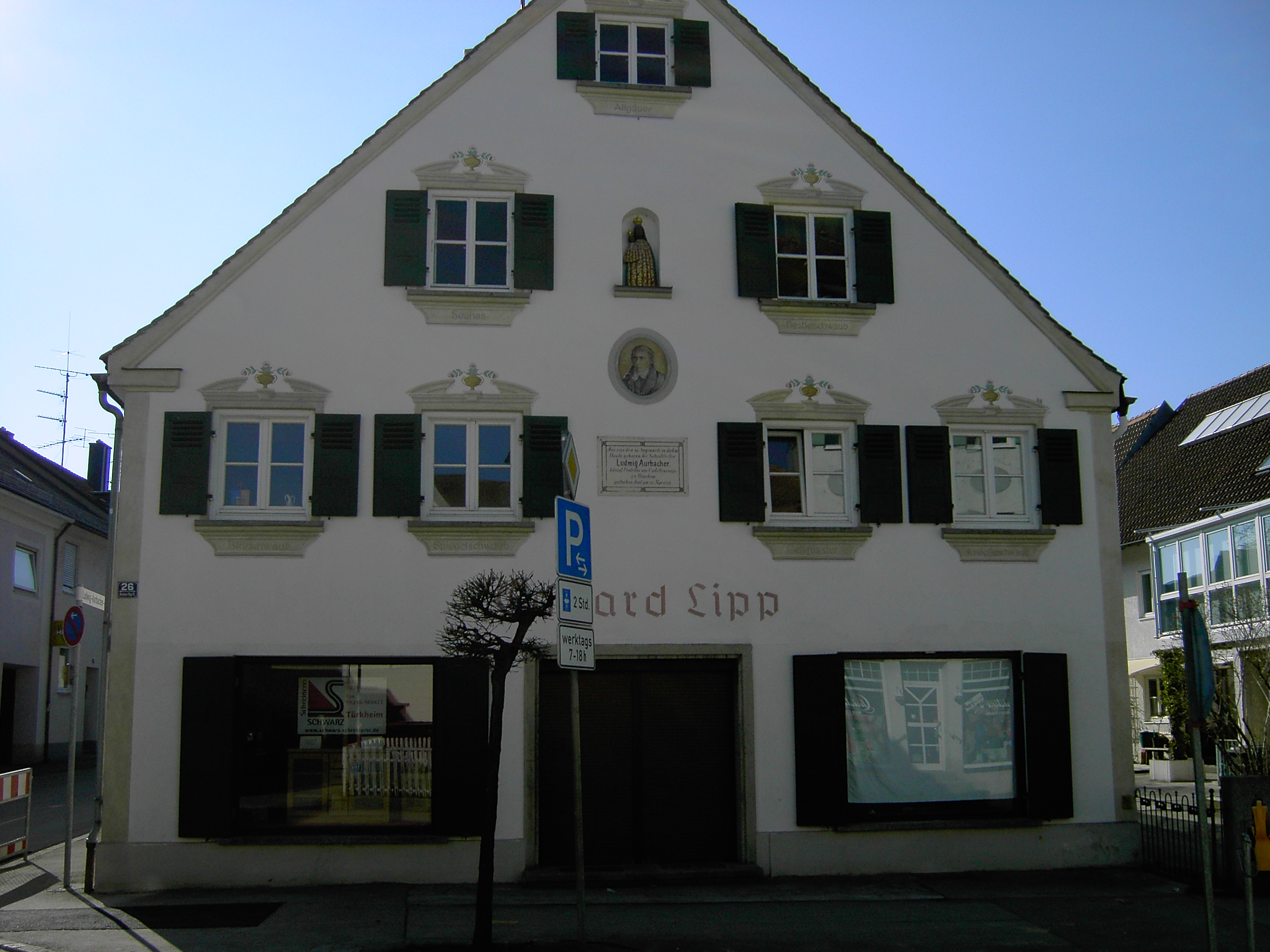
Ludwig Aurbachers Geburtshaus

Unübersehbar sind die literarischen und außerliterarischen Rezeptionszeugnisse des im Wesentlichen von Aurbacher geformten Stoffs. Es gibt unzählige Ausgaben und Bearbeitungen der Geschichte, daneben auch Bücher, die sich an die Popularität des Themas anlehnen. So publizierte Theodor Heuss eine literarische Anthologie von sieben modernen Autoren unter diesem Titel.
1887 schuf Karl Millöcker eine Operette Die sieben Schwaben. In Albert Daibers Science-Fiction-Roman Vom Mars zur Erde (1910) reisen sieben Tübinger Professoren zum Mars.
1992 setzte Rolf Gozell den Stoff in dem Kinderhörspiel Hans Eierkuchen um.
Siegfried Stadler lieferte ironisch eine marxistische Deutung.
Das Wohnhaus, in dem Joseph Haydn österreichische Kaiserhymnen komponierte, hieß damals „Zu den sieben Schwaben“.

## Kult um die Sieben Schwaben

Im Sieben-Schwaben-Museum

Aurbachers Geburtsort Türkheim hat den Begriff der Sieben Schwaben geschützt. Das Heimatmuseum heißt Sieben-Schwaben-Museum, Aurbachers Geburtshaus wurde zum Siebenschwabenhaus. Der Fastnachtsverein nennt sich Sieben Schwaben Türkheim e. V.

### In Schwaben

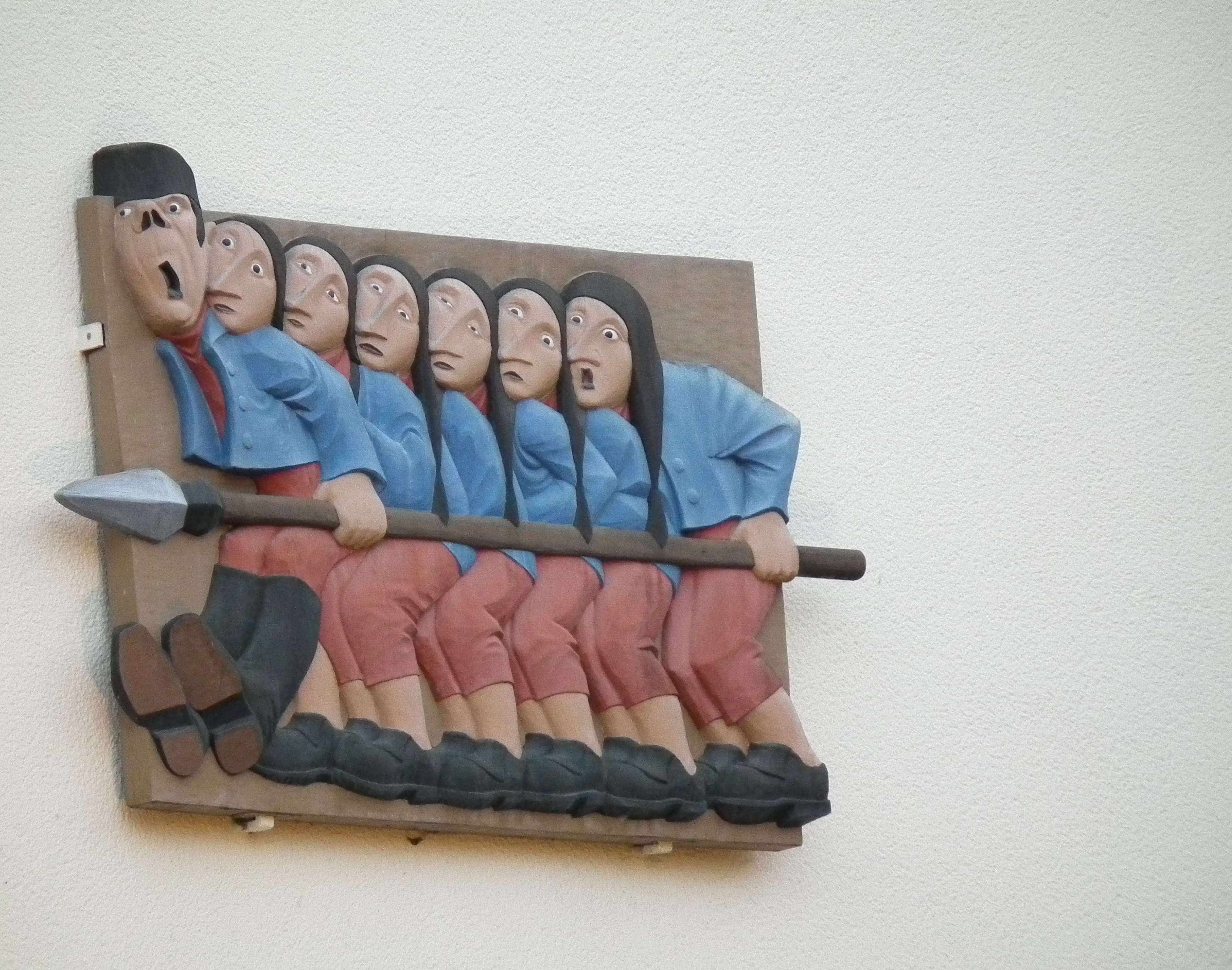
Sieben Schwaben in Laupheim

Bemerkenswert ist, dass ähnlich wie bei Ortsneckereien der ursprüngliche Spott über die Schwaben von diesen aufgenommen und positiv umbewertet wird. Aus den Spottfiguren wurden schwäbische Identifikationssymbole.
- Einige lokale Unternehmen haben die Sieben Schwaben in ihren Firmennamen integriert.
- Von 1950 bis 1979 erschien die Zeitschrift der schwäbischen Heimatpflege in Kempten (Allgäu) unter dem Titel Die sieben Schwaben.
- Die Touristik-Arbeitsgemeinschaft der Städte Stuttgart, Esslingen, Fellbach, Ludwigsburg, Reutlingen, Sindelfingen und Tübingen gab sich in den 1980er Jahren den Namen 7 Schwaben.
- In Augsburg wird ein Sieben-Schwaben-Preis in mehreren Sparten vergeben.
- In Bolheim im Landkreis Heidenheim wird ein Teil des dortigen Landschaftsschutzgebietes nach einer Begebenheit der Sieben Schwaben offiziell als Hasenloch bezeichnet. Sieben in einer Reihe wachsende Bäume an einer ansonsten waldlosen Stelle erinnern noch heute an die angeblich dort erfolgte Begegnung der Schwaben mit dem Hasen.
- Einer der Sieben Schwaben trägt bei Aurbacher den Übernamen Seehas. Dieser ist Namensgeber des Seehasenfestes in Friedrichshafen am Bodensee
- Die Stuttgarter Ultimate-Frisbee-Mannschaft nennt sich 7 Schwaben.
- Im Raum Ulm/Neu-Ulm gibt es die Sieben-Schwaben-Karnevalsvereinigung, die sich aus sieben Karnevalsvereinen zusammensetzt.
- In Kornwestheim gibt es das Theater Die 7 Schwaben, das im eigenen Theater im Casino regelmäßig Vorstellungen aus dem Genre des amüsant unterhaltenden Volkstheaters gibt.
- Im Freizeitpark Tripsdrill eröffnete 2020 die Achterbahn Hals-über-Kopf, die rund um die Sieben Schwaben thematisiert ist.

Bei vielen Festlichkeiten wird der Sieben-Schwaben-Stoff aufgegriffen und etwa als Festzugsgruppe beim Rutenfest Ravensburg, beim Fischertag in Memmingen oder bei Narrensprüngen der schwäbisch-alemannischen Fastnacht „szenisch“ dargestellt.

### Außerhalb von Schwaben

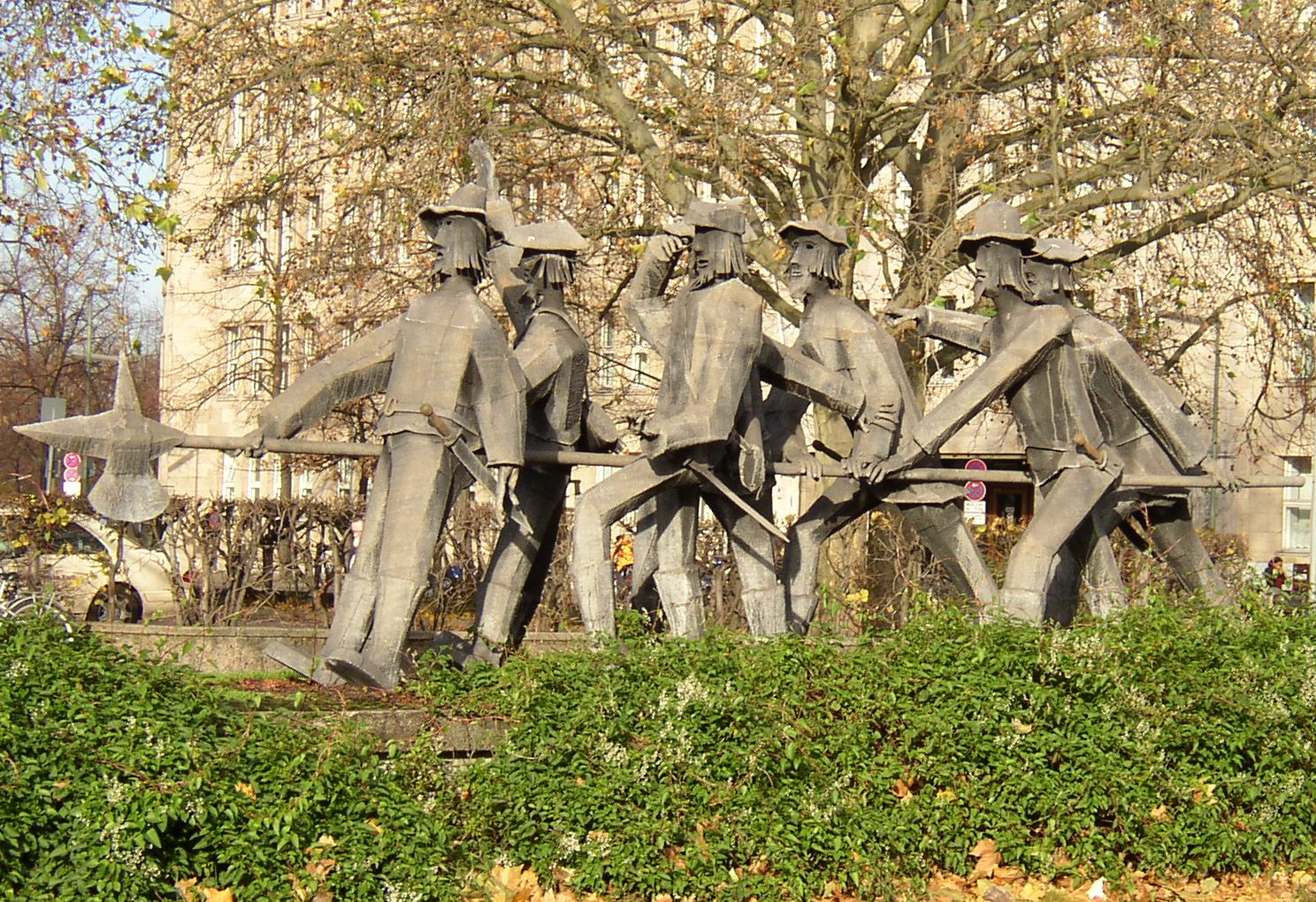
Denkmal am Fehrbelliner Platz in Berlin-Wilmersdorf

- Seehas heißt seit 1994 eine Nahverkehrs-Zugverbindung im badischen Landkreis Konstanz
- Es gibt zahlreiche Gasthäuser mit dem Namen Zu den Sieben Schwaben oder einzelner Figuren wie Restaurant Blitzschwab – auch außerhalb von Schwaben, beispielsweise im fränkischen Fürth oder böhmischen Prag.
- Gaststätten nennen Fleischgerichte Sieben Schwaben.
- Im Dresdener Stadtteil Neugruna (heute Blasewitz) gibt es eine Sieben-Schwaben-Schule.[14]
- In Weißenbach am Lech führen die „Sieben Schwaben“ den traditionellen Dorfumzug im Fasching an.

## Bildliche Darstellungen und Ausstellungen

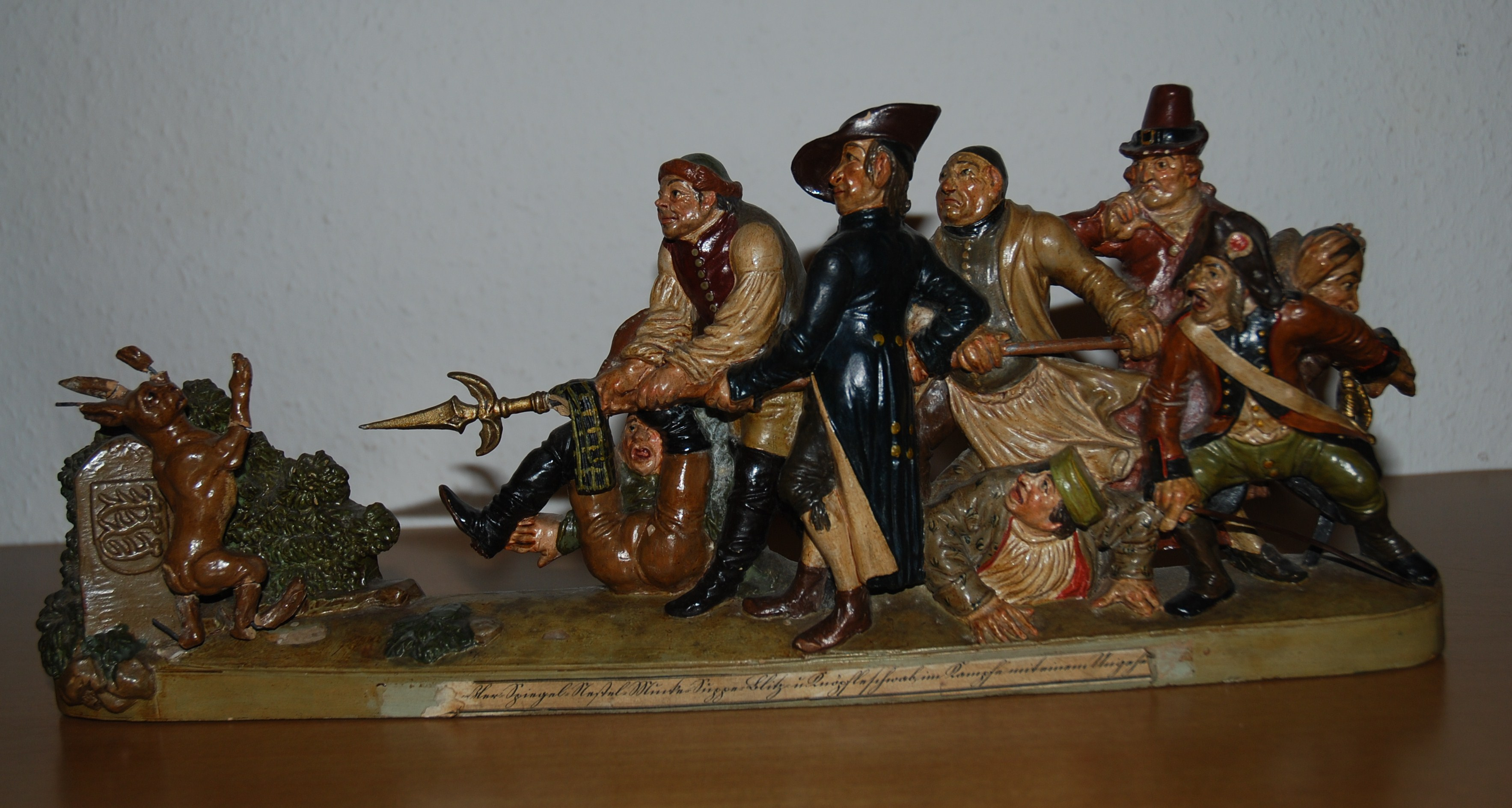
„Die 7 Schwaben“, Mitte 19. Jahrhundert, Privatbesitz

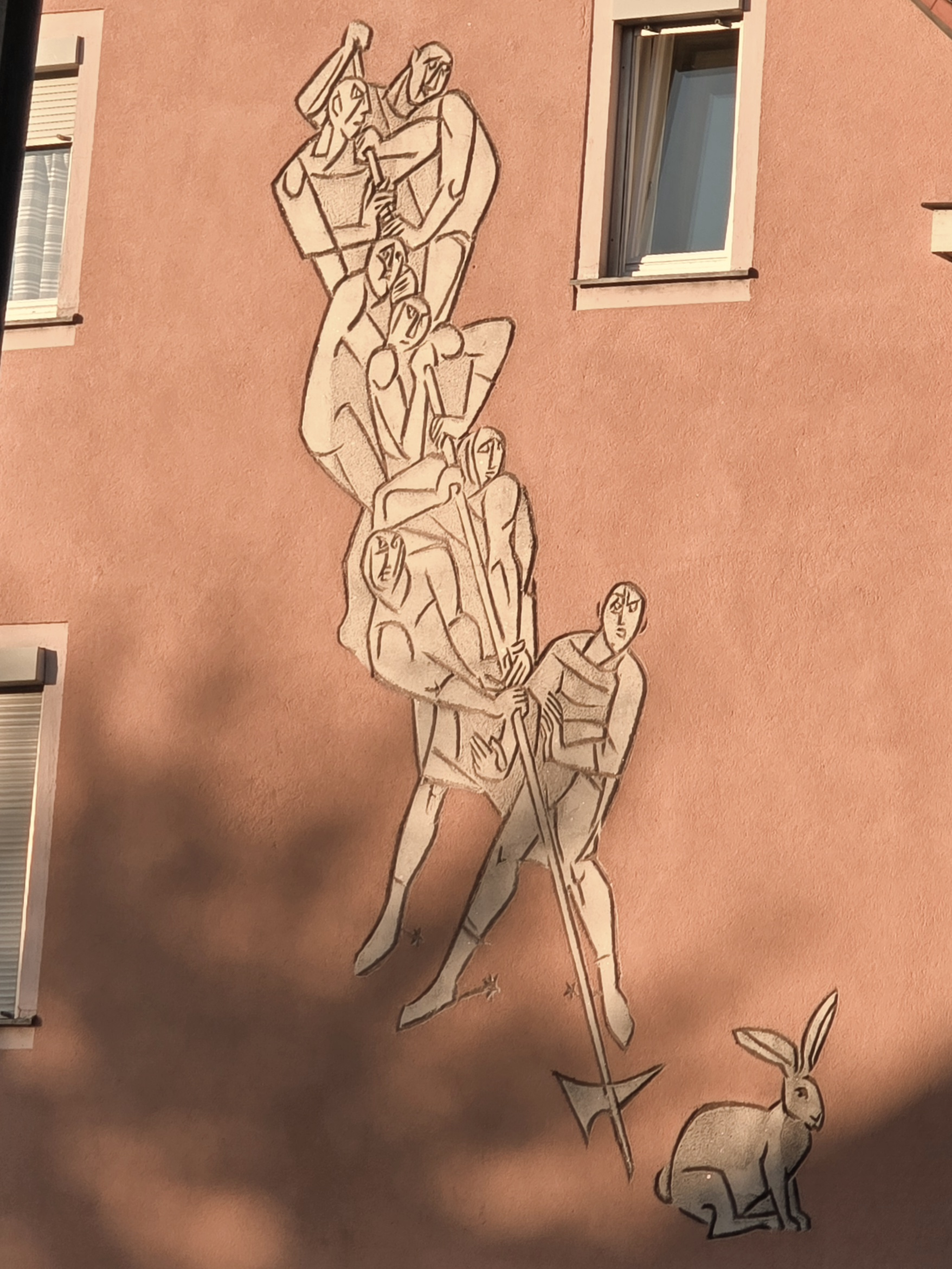
Relief mit den Sieben Schwaben an einer Hauswand in Schwäbisch Gmünd

„Redendes“ Wappen von Schwobfeld

- Die Zizenhausener Terrakotten stellen u. a. Die 7 Schwaben dar.
- Eine der vielen Darstellungen im öffentlichen Raum ist seit 1978 eine Sieben-Schwaben-Skulptur des Bildhauers Hans-Georg Damm am Fehrbelliner Platz in Berlin-Wilmersdorf auf dem Mittelstreifen des Hohenzollerndamms.
- Vom 17. März bis zum 6. Oktober 2013 zeigte das Schwäbische Volkskundemuseum Oberschönenfeld eine Ausstellung über die Sieben Schwaben.[15]